# Halodule wrightii
Halodule wrightii là một loài thực vật có hoa trong họ Cymodoceaceae. Loài này được Asch. mô tả khoa học đầu tiên năm 1868.